# SV Preußen Mielau
SV Preußen Mielau was een Duitse voetbalclub uit de Poolse stad Mława. Tijdens de Tweede Wereldoorlog werd de stad bij Duitsland ingelijfd en kreeg de naam Mielau. 

## Geschiedenis
De club werd in 1940 opgericht als SC Preußen Mława en werd meteen kampioen in de Bezirksklasse Ostpreußen waardoor ze promoveerden naar de Gauliga Ostpreußen, de hoogste klasse. Aan het einde van het seizoen werd de naam al gewijzigd in SV Preußen Mielau. De club eindigde knap tweede achter VfB Königsberg. Ook het in het tweede seizoen slaagde de club erin tweede te worden achter Königsberg. Tijdens seizoen 1943/44 trok de club zich terug uit de competitie. 
Na de oorlog werd de stad terug Pools en de club werd ontbonden. 